# Antique
Antique — шведско-греческий поп-дуэт, существовавший в 1999—2003 годах.

## История
Идея создать поп-группу, творчество которой совмещало бы скандинавские ритмы и греческие национальные мотивы витала в воздухе задолго до создания дуэта Antique, однако серьёзных попыток создать подобный проект не было[кем?]. В 1999 году диджей одного из ночных клубов Гётеборга предложил дочери греческих переселенцев, 17-летней Елене Папаризу записать демоверсию песни «Opa Opa». Так как слова в песне были написаны для мужчины, она записала эту песню вместе с другом детства Никосом Панайотидисом, также происходившем из семьи эмигрантов из Греции. Записанная песня выходит в виде сингла, который быстро становится золотым и входит в пятёрку лидеров шведского хит-парада. Тогда же Елена принимает решение о создании группы, которая получила название «Antique». Этим подчеркивалась связь с античной Грецией и Средиземноморьем. В 2000 году вышел следующий хит Antique «Dinata Dinata». Дуэт выпускает два своих альбома в Болгарии.
В 2001 году музыканты представляли Грецию с композицией «Die For You» на конкурсе песни Евровидение, где заняли третье место.
В 2003 году Antique прекратил своё существование из-за намерений каждого из участников дуэта начать сольную карьеру.

## Альбомы
- 1999 — Mera Me Ti Mera
- 2001 — Die For You
- 2002 — Alli Mia Fora
- 2003 — Me Logia Ellinika
- 2003 — Blue Love

## Синглы
- 1999: «Opa Opa»
- 1999: «Dinata Dinata»
- 2000: «Mera Me Ti Mera»
- 2001: «Die for You»
- 2001: «Ligo Ligo»
- 2002: «Moro Mou»
- 2003: «Follow Me» (Oti Theleis)
- 2003: «Time to Say Goodbye»
- 2003: «List of Lovers»

### Компиляции
- 2002 — Antique Dance (Remixes & Videos)
- 2003 — Collector’s Edition
- 2004 — Very Best Of Antique
- 2006 — Antique Collection: Hits & Remixes

## Видеоклипы
- 1999: «Opa Opa»
- 1999: «Opa Opa» (International)
- 1999: «Dinata Dinata»
- 2000: «Mera Me Ti Mera»
- 2001: «Die for You»
- 2001: «Follow Me/Oti Theleis»
- 2001: «Why?»
- 2002: «Moro Mou»
- 2002: «Kainouria Agapi»
- 2002: «Me Logia Ellinika»
- 2003: «Alli Mia Fora»
- 2003: «Follow Me»
- 2003: «My Baby»